# Heckler & Koch
Heckler & Koch GmbH (HK) è un'azienda tedesca specializzata nella produzione di armi da fuoco fondata nel 1949 dagli ingegneri Edmund Heckler, Theodor Koch e Alex Seidel.
La sede dell'azienda si trova nella cittadina di Oberndorf am Neckar nel Baden-Württemberg.

## Storia
Inizialmente la gamma dei prodotti comprendeva componentistica per macchina da cucire, utensili e macchinari per la produzione di utensileria. Nel 1955 iniziarono lo sviluppo e la produzione di armi.
Nel 1956 la Heckler & Koch, con il modello G3, vinse l'appalto per la fornitura di fucili per la fanteria dell'esercito tedesco da poco ricostituito.
Particolarità costruttive di dette armi, la chiusura a rulli e la canna poligonale, adottate anche nella realizzazione di alcuni modelli sportivi e da caccia, caratterizzati da ottima precisione di tiro.
Attualmente la Heckler & Koch fornisce all'esercito tedesco pistola e fucile d'ordinanza (rispettivamente i modelli P8 e G36) e la pistola d'ordinanza della Polizia tedesca (P10).
Nel 1991 l'azienda fu rilevata dal gruppo britannico "British Aerospace/Royal Ordnance" e nel 2002 vi fu un nuovo cambiamento di assetto societario, l'azienda divenne una partecipata della H&K Beteiligungs-GmbH che separò le due divisione armi militari/clienti istituzionali e armi ad uso civile, creando per queste ultime la società Heckler & Koch Jagd- und Sportwaffen GmbH (HKJS) indipendente dal 2003.
Nel 2007 la H&K ha acquistato l'azienda britannica Accuracy International nota per la produzione di fucili di precisione del tipo Arctic Warfare (AWM).

## Prodotti

### Pistole
- HK4 (.22 Long Rifle, .25 ACP, .32 ACP e .380 ACP)
- VP70 (9 mm Parabellum)
- P7 (9 mm Parabellum e .40 S&W)
- P9 (9 mm Parabellum)
  - P9S (9 mm Parabellum e .45 ACP)
- USP
  - USP Compact (.357 SIG, 9 mm Parabellum, .40 S&W e .45 ACP)
- Mark 23 (.45 ACP)
- P2000 (.357 SIG, 9 mm Parabellum e .40 S&W)
- P30 (9 mm Parabellum)
- HK45 (.45 ACP)
- VP9 (9 mm Parabellum)
- UCP/P46 (4,6 × 30 mm)
- P11 - pistola subacquea
- P2A1 - pistola di segnalazione

### Pistole mitragliatrici
- MP5 (9 mm Parabellum)
- MP5K (9 mm Parabellum)
- UMP (9 mm Parabellum, .40 S&W e .45 ACP)
- MP7 (4,6 × 30 mm)
- MP9

### Fucili d'assalto
- G3
- HK32
- HK33
- HK53
- G41
- G36
- HK416
- HK417
- HK433

### Fucili di precisione
- PSG-1
- G28
- MSG90 A2

### Mitragliatrici
- HK 11
- HK 13
- HK 21
- HK 23
- M27 Infantry Automatic Rifle
- HK MG4
- HK MG5

### Lanciagranate
- HK69A1
- AG36
- GMW

### Prototipi
- G11 - fucile d'assalto
- XM8 - fucile d'assalto

### Modelli sportivi
- HK41 - fucile di precisione
- HK43 - fucile semiautomatico
- SR9 - fucile di precisione ad uso sportivo e venatorio
- SL8 - fucile semiautomatico

### Modelli da caccia
- Heckler & Koch HK 770 Cal. .308 Win.
- Heckler & Koch HK 770 Kurz Cal. .308 Win.
- Heckler & Koch HK 960 Cal. 30-06
- Heckler & Koch HK 960 Kurz Cal. 30-06
- Heckler & Koch HK SL-6 Cal. 243 Win.
- Heckler & Koch HK SL-7 Cal. .308 Win.